# اوسنا
اوسنا (به اسپانیایی: Osona) یک منطقهٔ مسکونی در اسپانیا است که در استان بارسلون واقع شده‌است. اوسنا ۱٬۲۴۵٫۱ کیلومتر مربع مساحت و ۱۵۴٬۵۵۹ نفر جمعیت دارد.